# لوريل (فرجينيا)
لوريل (بالإنجليزية: Laurel CDP, Virginia)‏ هي منطقة سكنية تقع بولاية فرجينيا في الولايات المتحدة. تبلغ مساحتها 14.2 كم2، وترتفع عن سطح البحر 74 م، بلغ عدد سكانها 16713 نسمة في عام 2010 حسب إحصاء مكتب تعداد الولايات المتحدة وتصل الكثافة السكانية فيها 1,177 نسمة لكل كيلومتر مربع (3,048.4/ميل2).

## التركيبة السكانية
حدّد مكتب تعداد الولايات المتحدة بيانات التركيبة السكانية للوريل في تعداد الولايات المتحدة. في ما يلي، التركيبة السكانية حسب تعدادي 2000 و2010.

### تعداد عام 2000
بلغ عدد سكان لوريل 14875 نسمة بحسب تعداد عام 2000، وبلغ عدد الأسر 6288 أسرة وعدد العائلات 3633 عائلة مقيمة في المنطقة السكنية. في حين سجلت الكثافة السكانية 1,047.5 نسمة لكل كيلومتر مربع (2,713.0/ميل2). وبلغ عدد الوحدات السكنية 6522 وحدة بمتوسط كثافة قدره 459.3 لكل كيلومتر مربع (1,189.6/ميل2).
وتوزع التركيب العرقي للمنطقة السكنية بنسبة 64.98% من البيض و24.30% من الأمريكيين الأفارقة و0.33% من الأمريكيين الأصليين و6.16% من الأمريكيين ذوي الأصول الآسيوية و0.05% من سكان جزر المحيط الهادئ و2.08% من الأعراق الأخرى و2.08% من عرقين مختلطين أو أكثر و4.15% من الهسبانيون أو اللاتينيون من أي عرق.
بلغ عدد الأسر 6288 أسرة كانت نسبة 29.5% منها لديها أطفال تحت سن الثامنة عشر تعيش معهم، وبلغت نسبة الأزواج القاطنين مع بعضهم البعض 42% من أصل المجموع الكلي للأسر، ونسبة 12% من الأسر كان لديها معيلات من الإناث دون وجود شريك، بينما كانت نسبة 3.7% من الأسر لديها معيلون من الذكور دون وجود شريكة وكانت نسبة 42.2% من غير العائلات. تألفت نسبة 32.8% من أصل جميع الأسر من عدة أفراد يعيشون في نفس المنزل ونسبة 7.1% كانت تتألف من شخص يعيش بمفرده يبلغ من العمر 65 عاماً أو أكثر. وبلغ متوسط حجم الأسرة المعيشية 2.24، أما متوسط حجم العائلات فبلغ 2.87.
بلغ العمر الوسطي للسكان 34.1 عاماً. وكانت نسبة 19.9% من القاطنين تحت سن الثامنة عشر، وكانت نسبة 9.7% بين الثامنة عشر والرابعة والعشرين عاماً، ونسبة 36.2% كانت واقعةً في الفئة العمرية ما بين الخامسة والعشرين والرابعة والأربعين عاماً، ونسبة 19.2% كانت ما بين الخامسة والأربعين والرابعة والستين، ونسبة 9.9% كانت ضمن فئة الخامسة والستين عاماً فما فوق. يوجد لكل 100 أنثى 89.1 ذكر، ويوجد لكل 100 أنثى في الثامنة عشر من عمرها فما فوق 86.7 ذكر.
بلغ متوسط دخل الأسرة في المنطقة السكنية 42128 دولارًا، أما متوسط دخل العائلة فبلغ 52579 دولارًا. وكان متوسط دخل الذكور 31495 دولارًا مقابل 30158 دولارًا للإناث. وسجل دخل الفرد الخاص بالمنطقة السكنية 21893 دولارًا. وكانت نسبة 3.8% من العائلات ونسبة 5.4% من السكان تحت خط الفقر، وكان من هؤلاء نسبة 5% تحت سن الثامنة عشر ونسبة 2% في الخامسة والستين من العمر وما فوق.

### تعداد عام 2010
بلغ عدد سكان لوريل 16713 نسمة بحسب تعداد عام 2010، وبلغ عدد الأسر 6858 أسرة وعدد العائلات 3858 عائلة مقيمة في المنطقة السكنية. في حين سجلت الكثافة السكانية 1,177 نسمة لكل كيلومتر مربع (3,048.4/ميل2). وبلغ عدد الوحدات السكنية 7268 وحدة بمتوسط كثافة قدره 511.8 لكل كيلومتر مربع (1,325.6/ميل2).
وتوزع التركيب العرقي للمنطقة السكنية بنسبة 54.86% من البيض و30.37% من الأمريكيين الأفارقة و0.41% من الأمريكيين الأصليين و6.24% من الأمريكيين ذوي الأصول الآسيوية و0.08% من سكان جزر المحيط الهادئ و5.25% من الأعراق الأخرى و2.79% من عرقين مختلطين أو أكثر و11.05% من الهسبانيون أو اللاتينيون من أي عرق.
بلغ عدد الأسر 6858 أسرة كانت نسبة 30.5% منها لديها أطفال تحت سن الثامنة عشر تعيش معهم، وبلغت نسبة الأزواج القاطنين مع بعضهم البعض 35.7% من أصل المجموع الكلي للأسر، ونسبة 15.4% من الأسر كان لديها معيلات من الإناث دون وجود شريك، بينما كانت نسبة 5.1% من الأسر لديها معيلون من الذكور دون وجود شريكة وكانت نسبة 43.7% من غير العائلات. تألفت نسبة 35% من أصل جميع الأسر من عدة أفراد يعيشون في نفس المنزل ونسبة 9.3% كانت تتألف من شخص يعيش بمفرده يبلغ من العمر 65 عاماً أو أكثر. وبلغ متوسط حجم الأسرة المعيشية 2.31، أما متوسط حجم العائلات فبلغ 2.98.
بلغ العمر الوسطي للسكان 34.2 عاماً. وكانت نسبة 21.2% من القاطنين تحت سن الثامنة عشر، وكانت نسبة 10.4% بين الثامنة عشر والرابعة والعشرين عاماً، ونسبة 34% كانت واقعةً في الفئة العمرية ما بين الخامسة والعشرين والرابعة والأربعين عاماً، ونسبة 23.2% كانت ما بين الخامسة والأربعين والرابعة والستين، ونسبة 11.2% كانت ضمن فئة الخامسة والستين عاماً فما فوق. وتوزع التركيب الجنسي للسكان بنسبة 48.5% ذكور و51.5% إناث.